# So Yesterday
So Yesterday är en låt inspelad av Hilary Duff för hennes andra album, Metamorphosis (2003). Den släpptes som albumets ledande singel den 29 juli, 2003, i USA. Låten nådde som högst plats 42 på Billboard Hot 100, och blev en topp 10 hit i Australien, Frankrike och Storbritannien, där den var Duffs debutsingel. Låten är skriven av Lauren Christy, Scott Spock, Graham Edwards och Charlie Midnight och var producerad av Andre Recke.
Låten finns med på Duffs samlingsalbum, Most Wanted (2005). Remixer av "So Yesterday" finns som Thunderpuss remix och en dance remix.